# Ludwig Marmulla
Ludwig Marmulla, né le 6 février 1908 à Buer et mort le 18 novembre 1990 à Berlin, est un homme politique allemand et résistant au nazisme.

## Biographie
Ludwig Marmulla est syndiqué dès qu'il devient mineur. En 1928, il s'installe à Berlin, où il travaille d'abord comme ouvrier des transports dans l'usine de verre Marienhütte à Berlin-Köpenick. Son activité militante lui vaut de perdre son emploi en 1929. Il fréquente le centre d'éducation des adultes (cours de philosophie et d'histoire de l'art) et le Muséum d'histoire naturelle (cours de théorie de l'hérédité et d'histoire naturelle). En 1930, il travaille dans l'entreprise C. Lorenz en tant qu'ouvrier des transports. Il est de nouveau licencié pour ses activités syndicales et politiques.
En 1930, Ludwig Marmulla adhère au Parti communiste d'Allemagne (KPD) et à l'Einheitsverband der Metallarbeiter Berlins (EVMB). Il s'organise au sein du comité des chômeurs dans la section de Berlin-Neukölln. En 1931, il est vice-président de cette commission du chômage. Il intègre la Marxistische Arbeiterschule (MASCH) et est enseignant syndical. En tant que porte-parole du KPD en 1931, il est également actif dans l'arrondissement de Düren, puis dans le district d'Aix-la-Chapelle. Un mineur du nom de Marmulla de Mariadorf près d'Alsdorf est mentionné à plusieurs reprises dans des rapports de police.
Après qu'Adolf Hitler est nommé chancelier le 30 janvier 1933, Ludwig Marmulla est brièvement emprisonné pour avoir vendu de la littérature illégale. Après l'interdiction de l'EVMB, Ludwig Marmulla organise et dirige l'illégalité de l'EVMB en tant que secrétaire dans le quatrième arrondissement. Il est instructeur pour le KPD à Berlin-Moabit. En 1934, il est à nouveau arrêté et condamné à 1 an et 5 mois de prison pour préparation à la haute trahison. Après sa libération, Ludwig Marmulla appartient au groupe de résistance autour de John Sieg à Berlin-Neukölln. Grâce à ses liens avec Paul Junius, il trouve un emploi de soudeur dans l'entreprise d'armement Koch & Krüger en 1936. La même année, Ludwig Marmulla entre dans la société Otto Peschke à Berlin, qui fabrique des radiateurs en acier. Dans les succursales de cette société, il obtient des informations sur la production d'armements et également sur le programme d'armes V à Peenemünde. Ludwig Marmulla transmet ces informations à Paul Junius.
En février 1943, Ludwig Marmulla est enrôlé dans une compagnie de chasseurs de chars du bataillon de la 999e division légère Afrika. En service à Rhodes, il est fait prisonnier par les Britanniques en avril 1945. Ludwig Marmulla retrouve le militantisme et apparaît comme le leader des antifascistes.
En 1947, Ludwig Marmulla retourne en Allemagne. Il occupe diverses fonctions au sein du Parti socialiste unifié d'Allemagne (SED). En 1947, il devient rédacteur en chef au service de presse du Comité central du SED. Au cours des années suivantes, il travaille notamment comme rédacteur de rubriques du quotidien Neues Deutschland. En 1957, il est le correspondant du ND à Prague. Puis il devient rédacteur en chef du magazine destiné à l'étranger DDR in Wort und Bild, à partir de 1963 rédacteur en chef adjoint du magazine Neue Berliner Illustrierte. En 1967, il prend sa retraite.